# Clarinette double
Pour les articles homonymes, voir clarinette (homonymie).
La clarinette double est un instrument à anche simple qui comprend un double corps (aérophone double) et qui remonte au moins à l'Ancien Empire égyptien.

## Historique et description

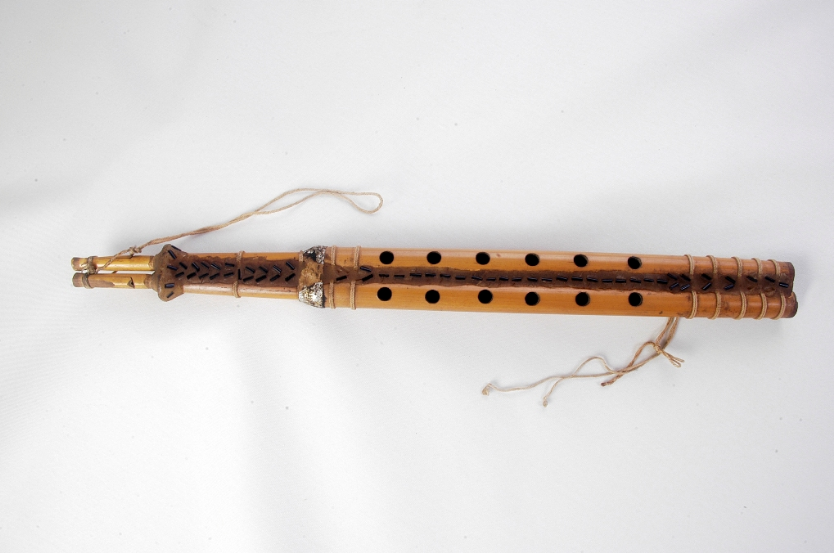
Zummāra Sittawiyya, collection du musée Azzarini, Argentine.

La clarinette double est souvent présente sur diverses représentations iconographiques montrant des instrumentistes en situation de jeu dès l’Ancien Empire. Notamment sur les parois des tombes avec le thème récurrent du concert pour le défunt et les riches reliefs des temples.
Il y est souvent présenté de petits groupes de musiciens composés d’un harpiste, d’un flûtiste et/ou d’un clarinettiste et d’un chanteur. 
Des vestiges de clarinettes doubles ont été retrouvés lors de fouilles datées aux environs de 4000 avant J-C. Certains modèles utilisaient probablement des anches en paille.  
D'autres modèles, comme les zummarâhs actuelles, devaient probablement disposer de deux embouchures en roseau indépendantes du corps double et assemblées par de la poix ou de l'asphalte, de longueur de 4 à 5 cm, fermées par un nœud du roseau et munies chacune d'une anche idioglotte (c’est-à-dire taillée directement dans le corps de l'embouchure) de 2 à 3 cm de longueur et large de 2 à 3 mm légèrement affinée sur sa partie supérieure, profondément rabotée en son milieu, et maintenue sur l’embouchure par un fil. L’autre extrémité des embouchures, taillée en biseau, s’emboîtait dans le corps de l’instrument,. 
La clarinette double est nommée , asi, en langue égyptienne. Le musicien joue le même air sur les deux tuyaux parallèles mélodiques percés symétriquement. Cependant, comme l’espacement des trous n’est pas strictement parallèle, la note obtenue est légèrement dissonante. 
Dans l'Ancien Empire, il apparaît que ce sont les hommes qui jouent de la clarinette dans des ensembles masculins accompagnés d'une harpe et d'une flûte.
Des évolutions de cette clarinette double apparaissent très présentes dans la musique folklorique arabe et dans la musique islamique au Moyen-Orient. Le clarinettiste utilise généralement la respiration circulaire. La double embouchure est entièrement placée dans sa bouche.
La clarinette double n'est pas une clarinette au sens moderne, car elle ne dispose pas de clé de registre (clé de douzième), mais plutôt un instrument proche du chalumeau ancien disposant d'une tessiture limitée.
On distingue deux types de clarinettes doubles :

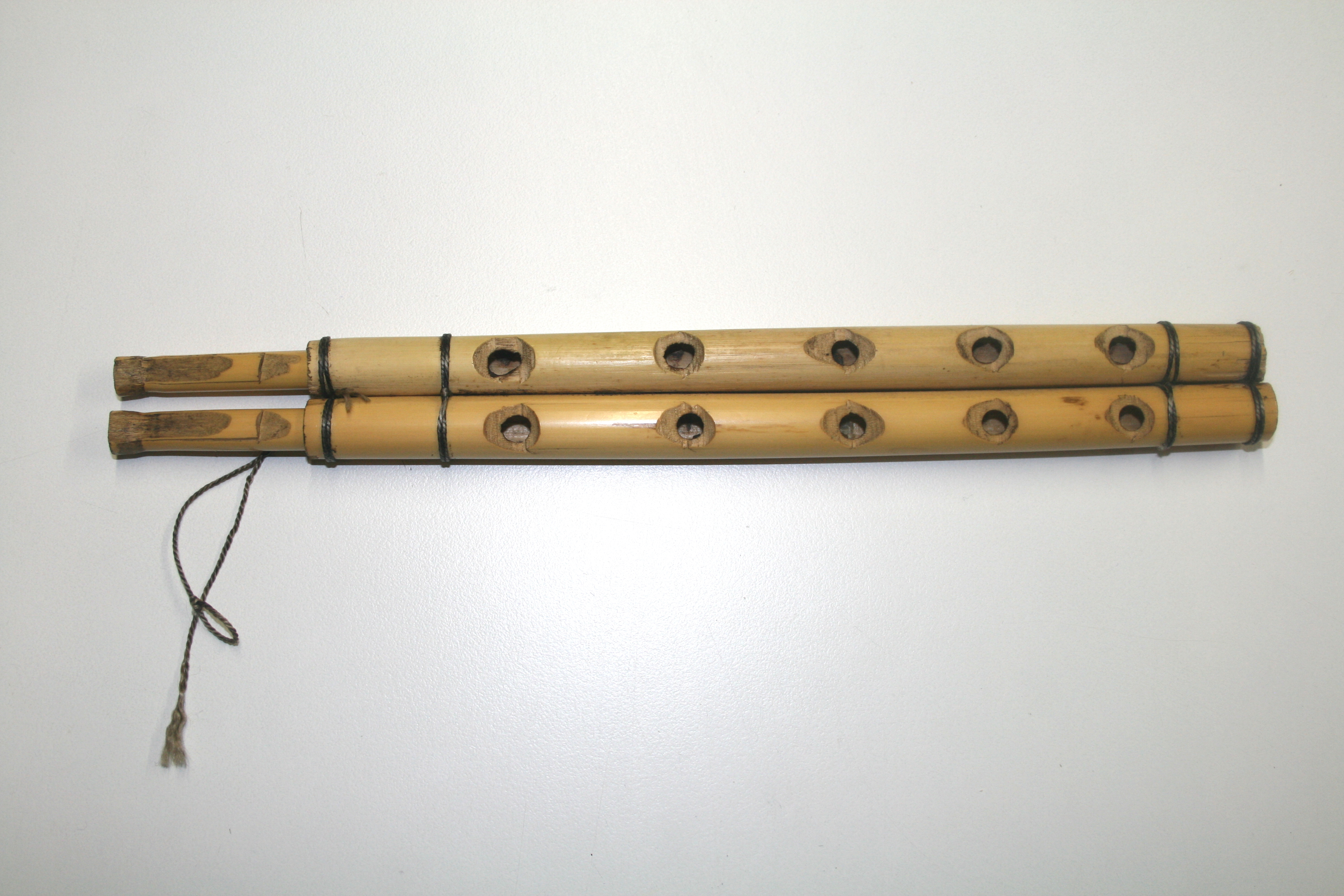
zummara de Tunisie.
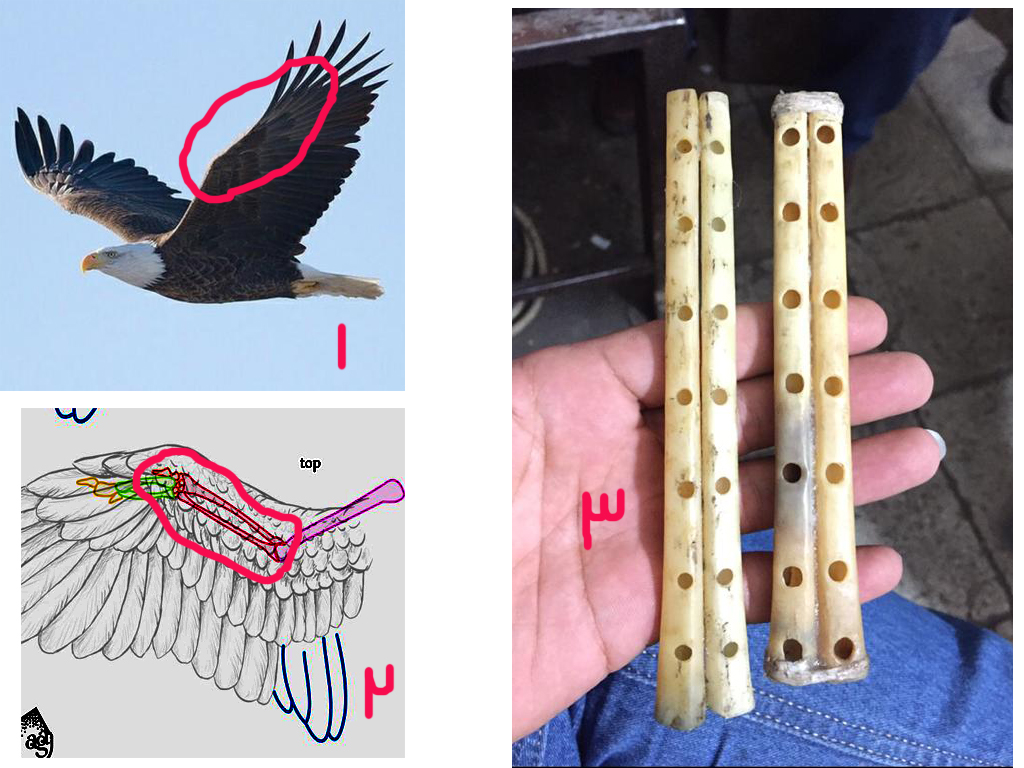
ghoshmeh perse en os d'aigle.

- Lorsque les deux tuyaux sont de même longueur, cet instrument est dénommé qourma (ou (zummarâ (en arabe : زمارة, zummāra?)), zummarâh ou settaouia[6]) en langue arabe en Égypte. Ses deux tuyaux, de 50 cm de longueur, sont joints et liés entre eux par une ficelle enduite de cire mêlée à de la résine de poix ; ils possèdent généralement six trous de jeux chacun et alignés entre chaque tuyau, et chacun une anche simple. Chaque doigt du musicien couvre à plat en même temps deux trous, un sur chaque tuyau. Ce modèle est proche de la clarinette à double corps antique égyptienne, datant de la 5e et 6e dynastie ; elle est traditionnellement utilisée dans les pays islamiques en Algérie, Maroc, Tunisie, du Maghreb aux Philippines en passant par le Moyen-Orient (aussi appelée mejwez ou mijwiz (en) en Syrie, dans l'ouest de l'Irak, au Liban, dans le nord d'Israël et en Jordanie, mizmar au Yémen[7]). Les mélodies sont jouées à l'unisson sur les deux tuyaux, souvent avec un tuyau accordé légèrement plus haut que l'autre pour produire des battements acoustiques. Une variante de la zummarâ est la maschura, dont l'anche pointe dans la direction opposée à l'ouverture de soufflage et produit un son plus aigu[8].

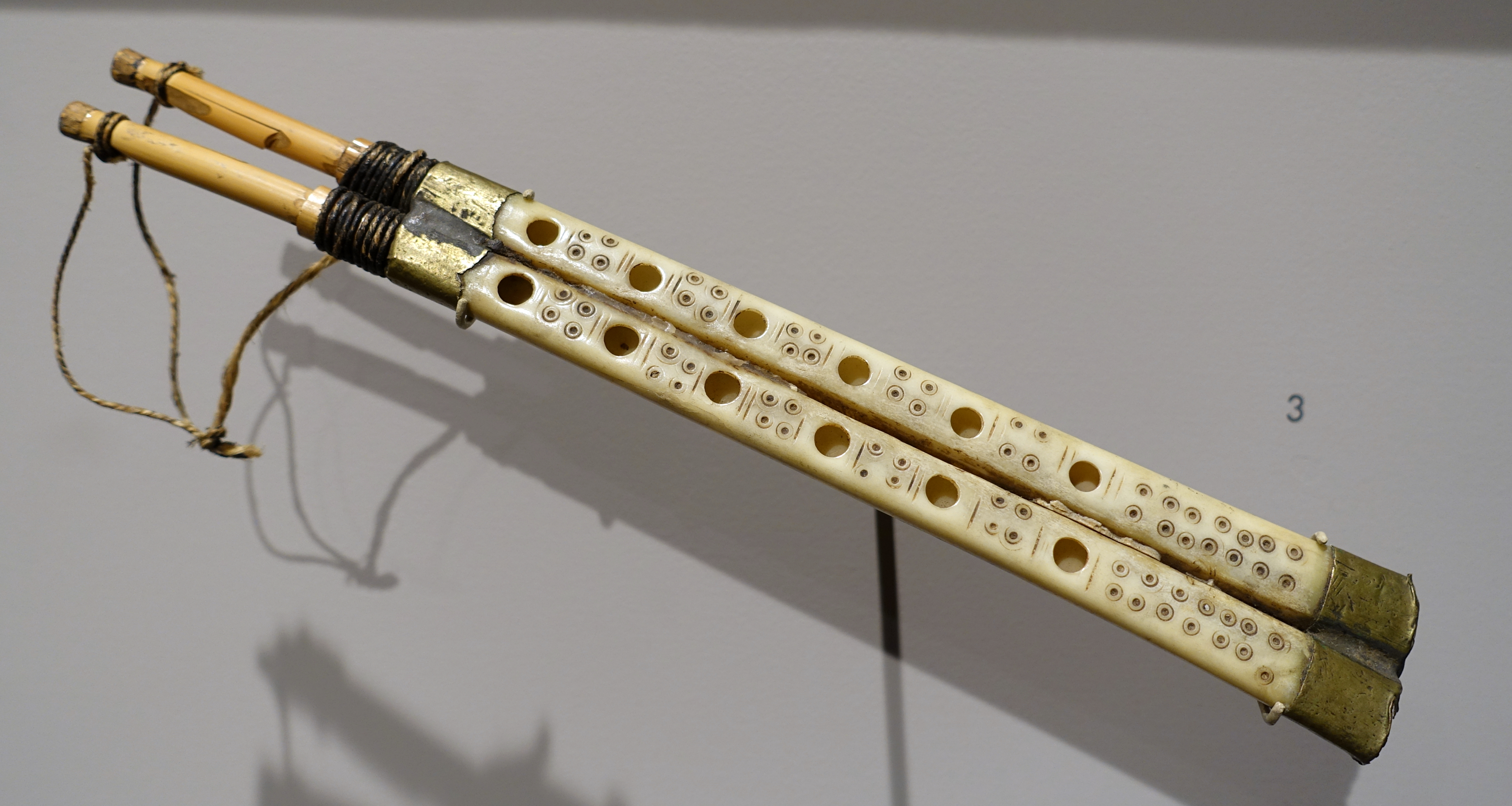
Clarinette double en os (Jérusalem, 1902).

- - En Iran et dans le Kurdistan, il existe une variété de clarinettes doubles appelées dozaleh  (دو زَله) (ou Ghoshmeh (en persan : قوشمه) chez les Kurdes du Khorasan) qui est reconnue comme trésor national, et de zal (زَل), le mot kurde pour la tige de l'anche de zal. Elle est fabriquée traditionnellement en os d'aile d'aigle et dorénavant en tubes de cuivre, d'aluminium ou de bois. La tessiture est environ d'une octave. Les matériaux utilisés sont généralement le bambou, le roseau ou l'os. En Inde, les tuyaux sont généralement en fémur d’aigle. Les dimensions sont variables, généralement de 30 à 38 cm de longueur. La sonorité obtenue est souvent nasillarde et peut être entendue à grande distance. Elle est connue également sous d'autres noms comme le nom de jannati (persan, « paire » : جفتی) dans l'Hormozgan, Do Ney (persan, « deux anches » : دو نی) dans le Lorestan, Do Sazeh (persan, « deux structures » : دو سازه) dans la province du Khorasan du Sud.
  - En Irak, elle est généralement réservée aux musiciens amateurs.

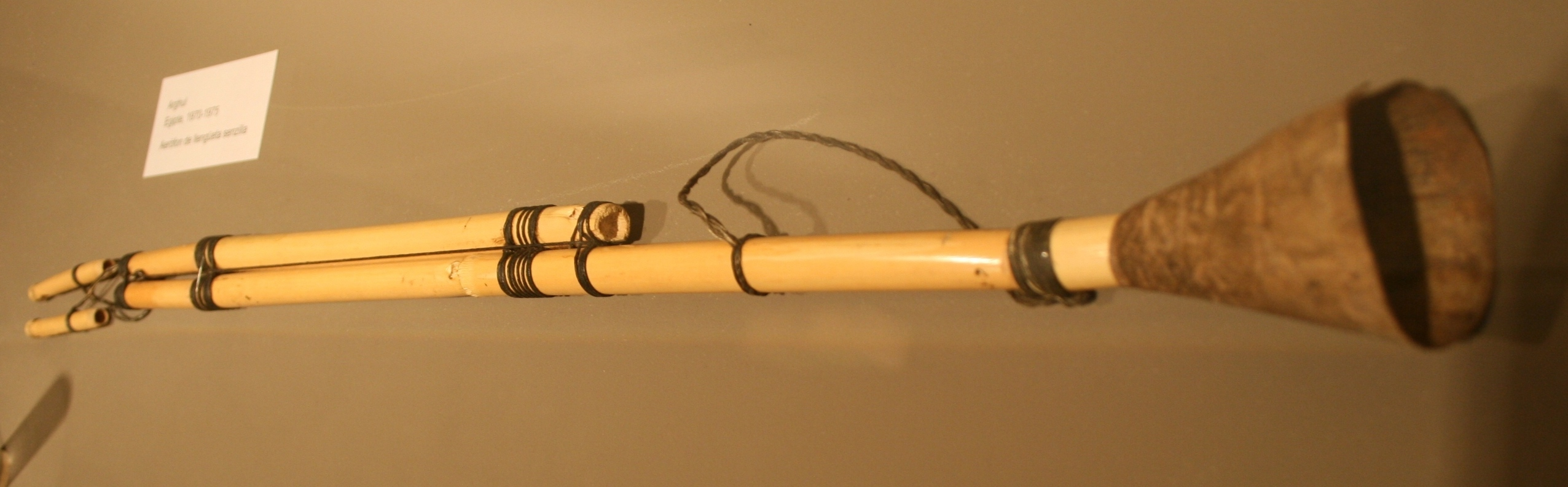
arghul d'Égypte.

- Lorsque les tuyaux sont de longueur inégale, comme c'est le cas en Égypte où la différence peut atteindre deux mètres, l'instrument est appelé arghul ou arghûl. Cet instrument est le plus emblématique d'Égypte. Taillé dans le roseau, il est formé d’un tuyau mélodique d’environ 70 cm, percé de 5 à 7 trous, et d’un tuyau sans trou à bourdon télescopique qui peut atteindre 2,5 m. Les anches sont soit découpées dans le corps de l'instrument, soit insérées dans des embouchures amovibles fendues à leurs extrémités. Sa tessiture est limitée à une quarte environ.

- - En Turquie, il est dénommé argun ou argul (instrument à double corps, équivalent du zamr ou zummara arabe) ou çifte[9] (clarinette double) ; il existe deux modèles de çifte (un modèle avec bourdon (demli çifte) et l'autre sans bourdon (demsiz cifte)). Les deux tubes sont de même longueur, au minimum un tube est mélodique et percé généralement de cinq trous de jeu, l'autre peut en avoir un nombre égal ou seulement un ou deux ou aucun;  dans ce cas il joue uniquement le rôle de bourdon.

## Autres clarinettes doubles
Le zamr est le nom général de la clarinette en arabe. Le zamr au Maroc et en Tunisie est une clarinette double en roseau (les deux tuyaux ont les mêmes trous, on les bouche avec les doigts à plat). Alors qu'en Égypte, le mot zamr est le synonyme du mot mizmar, un instrument à anche double, qui correspond plutôt à une chalémie ou à un chalumeau double.

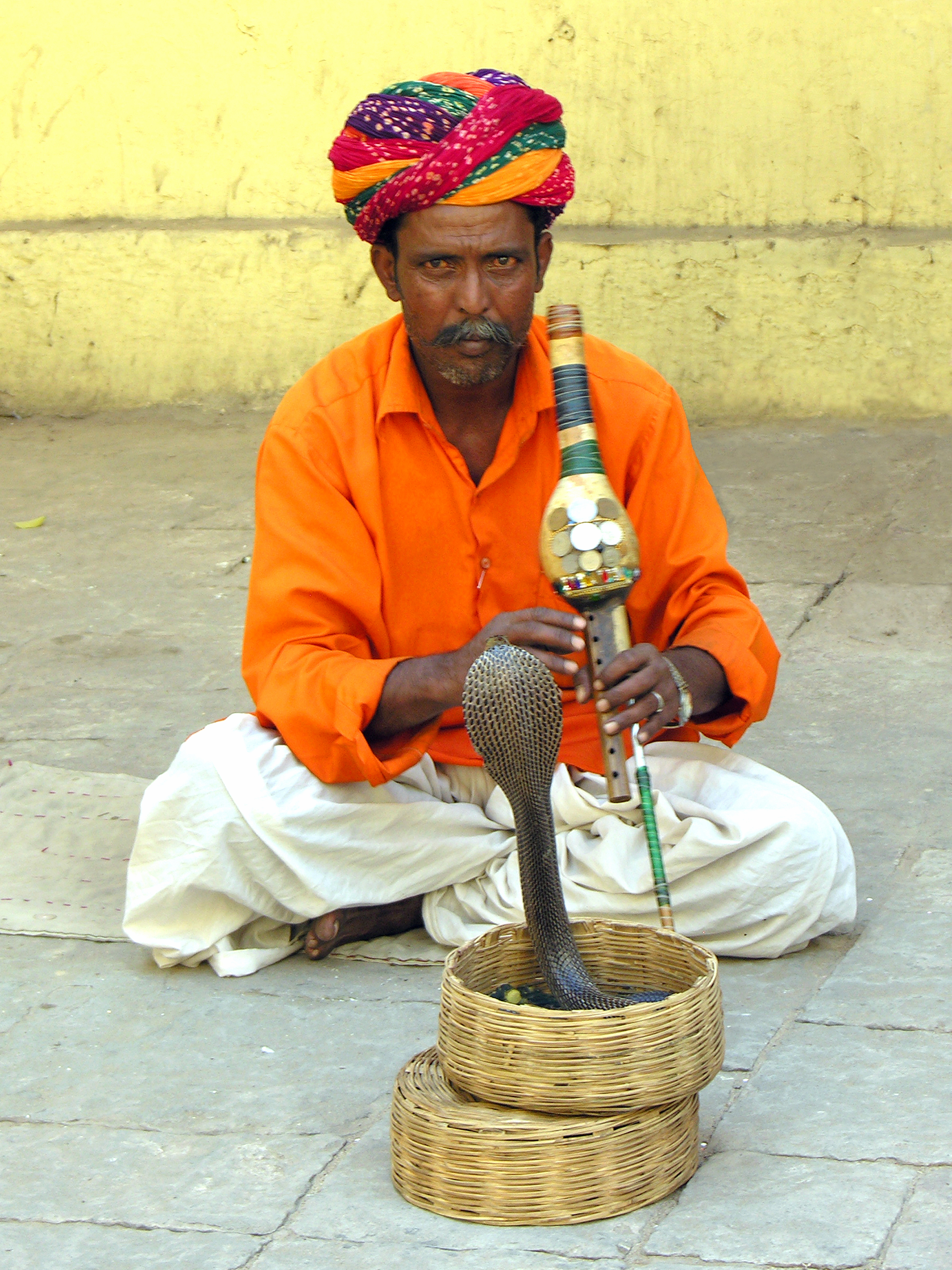
Un charmeur de serpent et son pungi.

Au Sri Lanka, au Népal, en Inde et au Pakistan, on trouve également une clarinette double appelée pungi  servant aux charmeurs de serpent ; elle se compose d'une coque de fruit sphérique (gourde) percée d'un trou d'insufflation où une anche simple y est fixée à son entrée, de deux ou trois tuyaux de roseau séparant la colonne d'air, dont l'un mélodique (le chanter ou chanterelle ) est percé de six trous de jeu, et le ou les autres des bourdons. Cet instrument apparaît comme une forme primitive de cornemuse. 
En Italie, la cornemuse sicilienne zampogna, ou ciaramedda, est également appelée doppio clarinetto (clarinette double), en raison de ses deux tuyaux de longueur égale à anches simples. Une forme de cet instrument est également jouée dans la province de Reggio de Calabre. Parmi les autres cornemuses à anche simple et à double tuyaux mélodiques (chanter) du sud de l'Italie, il y a la sordulina et la zampogna a moderna, toutes deux présentes en Calabre. Dans la province de Messine, dans le dialecte local, l'anche simple montée dans les chalumeaux et les bourdons de l'instrument est appelée zammara.

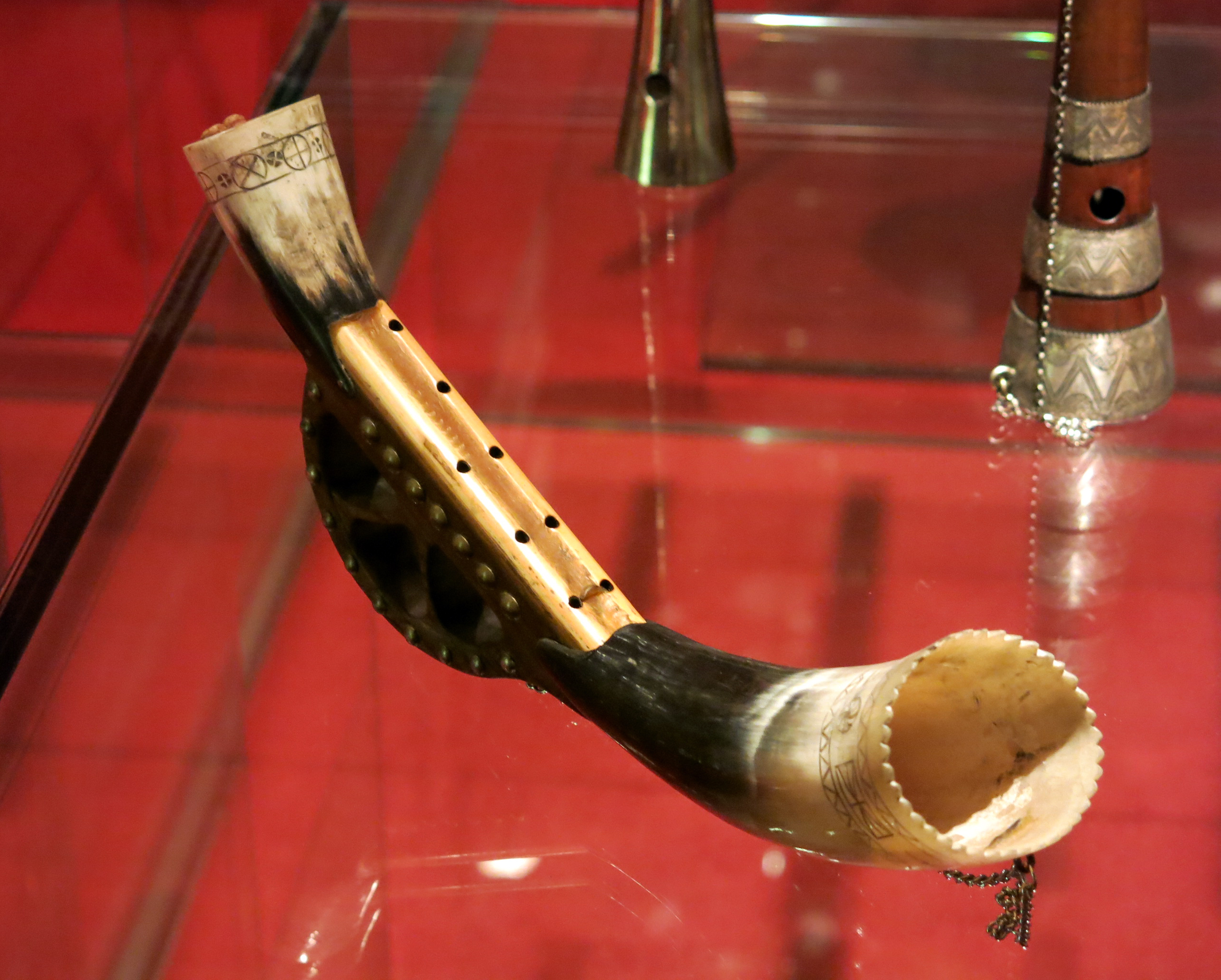
Une alboka traditionnelle basque.

Dans l'île d'Ibiza, aux Baléares, en Espagne, on trouve le reclam de xeremies. Au Pays basque, on trouve l'alboka.
Dans le nord de l'Albanie, les bergers confectionnent également une double clarinette, appelée zumarë, qui se termine par une corne d'animal courbée (vache ou chèvre),. Elle est fabriquée avec deux tubes de roseau ou deux os creux d'oiseau liés entre eux et terminés chacun par une anche simple. Elle est utilisée pour jouer des airs proches de la sevdalinka avec des rythmes et des tempos plus sophistiqués.

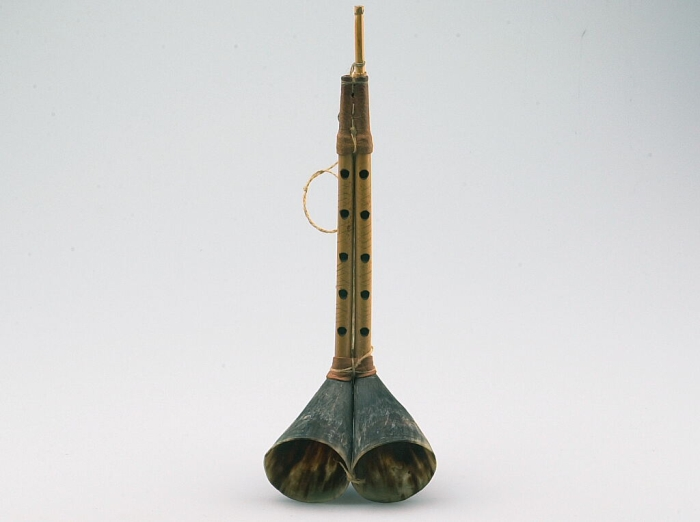
Clarinette double avec 2 pavillons en corne (Tripoli, Afrique du Nord).

Dans le folklore du haut Atlas marocain, l’aghanim tirant son nom du roseau (ghanim en berbère) est une clarinette double très rare jouée par le boughanim, un sonneur-pasteur. Les plus grands modèles disposent d'un pavillon court en corne de vache.
En Kabylie (Algérie), il s'agit des Tizmarines. Elles sont confectionnées à l'aide de cannes de Provence. 

## Autres clarinettes traditionnelles
Il existe d'autres clarinettes traditionnelles à anche simple très proche des clarinettes double :
- sipsi (clarinette à corps simple à six trous qu'on trouve aussi en Yougoslavie et dans les Balkans) ;
- la cornemuse tsabouna (tulum)[14] (cornemuse avec deux tubes mélodiques à anches simples en bambou, à six notes, à ne pas confondre avec le tulum, forme de biniou des régions de la mer Noire).

## Autres significations
Double clarinet fait référence à un jeu d'orgue de l'orgue anglais, équivalent à la clarinette basse pour l'orgue français.
Certaines pièces des compositeurs Eric Mandat (en) et William O. Smith nécessitent que deux clarinettes modernes soient jouées simultanément par le musicien. Ces œuvres sont parfois répertoriées comme étant écrites pour « double clarinette », par exemple :
William O. Smith, Assisi Suite for two double clarinets and bass.